# عوض خميس
عوض خميس بخيت آل فرج لاعب كرة قدم سعودي، من مواليد 1988، يلعب كلاعب وسط و ظهير يلعب حالياً في نادي الأخدود.

## مسيرة اللاعب
لعب مع نادي نجران وبعدها انتقل إلى نادي النصر (السعودية) في عام 2012 و انتقل إلى نادي الرائد في صيف 2020 و انتقل إلى نادي الأخدود في صيف 2023 .

## روابط خارجية
- عوض خميس على موقع Soccerway.com (الإنجليزية)